# Йовац (община Владичин хан)
Йовац (на сръбски: Јовац или Jovac) е село в Югоизточна Сърбия, Пчински окръг, община Владичин хан.

## Население
Според преброяването на населението от 2011 г. селото има 50 жители.

### Етнически състав
Данните за етническия състав на населението са от преброяването през 2002 г.
- сърби – 92 жители
- руснаци – 1 жител